# Super 8 Classic 2023
La 12e édition de la Super 8 Classic a lieu le 16 septembre 2023 en Belgique entre Brakel et Haacht, sur une distance de 203,6 kilomètres. Elle fait partie du calendrier UCI ProSeries 2023 (deuxième niveau mondial) en catégorie 1.Pro.

## Présentation

### Équipes
Vingt équipes sont au départ de la course : douze équipes UCI WorldTeam, sept UCI ProTeam et une équipe continentale.
| WorldTeams (12)- AG2R Citroën Team - Alpecin-Deceuninck - Cofidis - Intermarché-Circus-Wanty - Jumbo-Visma - Lidl-Trek - Movistar Team - Soudal Quick-Step - Arkéa-Samsic - Team DSM-Firmenich - Team Jayco AlUla - UAE Team Emirates ProTeams (7)- Bingoal WB - Bolton Equities Black Spoke Pro Cycling - Israel-Premier Tech - Lotto Dstny - Team Flanders-Baloise - Tudor Pro Cycling Team - Uno-X Pro Cycling Team Équipe continentale- Matériel-vélo.com |
| |

## Classement final
| \| Classement général \| Classement général \| Classement général \| Classement général \| Classement général \| \| Coureur \| Coureur \| Pays \| Équipe \| Temps \| \| ------------------ \| -------------------- \| ------------------ \| ---------------------- \| ------------------ \| \| 1er \| Mathieu van der Poel \| Pays-Bas \| Alpecin-Deceuninck \| 4 h 39 min 29 s \| \| 2e \| Anthony Turgis \| France \| TotalEnergies \| + 0 s \| \| 3e \| Florian Vermeersch \| Belgique \| Lotto Dstny \| + 0 s \| \| 4e \| Lars Boven \| Pays-Bas \| Jumbo-Visma \| + 0 s \| \| 5e \| Jakob Fuglsang \| Danemark \| Israel-Premier Tech \| + 0 s \| \| 6e \| Gianni Vermeersch \| Belgique \| Alpecin-Deceuninck \| + 7 s \| \| 7e \| Alexander Kristoff \| Norvège \| Uno-X Pro Cycling Team \| + 15 s \| \| 8e \| Luka Mezgec \| Slovénie \| Team Jayco AlUla \| + 15 s \| \| 9e \| Florian Sénéchal \| France \| Soudal Quick-Step \| + 15 s \| \| 10e \| Sandy Dujardin \| France \| TotalEnergies \| + 15 s \| |                      |          |                        |                 |
| |                      |          |                        |                 |
| Source : ProCyclingStats |                      |          |                        |                 |
| Classement général |                      |          |                        |                 |
| Coureur | Coureur              | Pays     | Équipe                 | Temps           |
| 1er | Mathieu van der Poel | Pays-Bas | Alpecin-Deceuninck     | 4 h 39 min 29 s |
| 2e | Anthony Turgis       | France   | TotalEnergies          | + 0 s           |
| 3e | Florian Vermeersch   | Belgique | Lotto Dstny            | + 0 s           |
| 4e | Lars Boven           | Pays-Bas | Jumbo-Visma            | + 0 s           |
| 5e | Jakob Fuglsang       | Danemark | Israel-Premier Tech    | + 0 s           |
| 6e | Gianni Vermeersch    | Belgique | Alpecin-Deceuninck     | + 7 s           |
| 7e | Alexander Kristoff   | Norvège  | Uno-X Pro Cycling Team | + 15 s          |
| 8e | Luka Mezgec          | Slovénie | Team Jayco AlUla       | + 15 s          |
| 9e | Florian Sénéchal     | France   | Soudal Quick-Step      | + 15 s          |
| 10e | Sandy Dujardin       | France   | TotalEnergies          | + 15 s          |

## Classements UCI
La course attribue aux coureurs le même nombre de points pour l'UCI ProSeries 2023 et le Classement mondial UCI.
| Position           | 1er | 2e  | 3e  | 4e  | 5e | 6e | 7e | 8e | 9e | 10e | 11e | 12e | 13e | 14e | 15e | 16e à 30e | 31e à 40e |
| Classement général | 200 | 150 | 125 | 100 | 85 | 70 | 60 | 50 | 40 | 35  | 30  | 25  | 20  | 15  | 10  | 5         | 3         |

## Liste des participants
| Alpecin-Deceuninck ADC | Alpecin-Deceuninck ADC             | Alpecin-Deceuninck ADC |
| ---------------------- | ---------------------------------- | ---------------------- |
| Num                    | Coureur                            | Pos                    |
| 1                      | Mathieu van der Poel (NED) (route) | 1er                    |
| 2                      | Silvan Dillier (SUI)               | 44e                    |
| 3                      | Søren Kragh Andersen (DEN)         | 16e                    |
| 4                      | Senne Leysen (BEL)                 | AB                     |
| 5                      | David van der Poel (NED)           | AB                     |
| 6                      | Jakub Mareczko (ITA)               | AB                     |
| 7                      | Gianni Vermeersch (BEL)            | 6e                     |

| AG2R Citroën Team ACT | AG2R Citroën Team ACT   | AG2R Citroën Team ACT |
| --------------------- | ----------------------- | --------------------- |
| Num                   | Coureur                 | Pos                   |
| 11                    | Jordan Labrosse (FRA)   | AB                    |
| 12                    | Pierre Gautherat (FRA)  | AB                    |
| 13                    | Antoine Raugel (FRA)    | AB                    |
| 14                    | Lawrence Naesen (BEL)   | AB                    |
| 15                    | Oliver Naesen (BEL)     | 24e                   |
| 16                    | Clément Venturini (FRA) | 21e                   |
| 17                    | Stan Dewulf (BEL)       | 29e                   |

| Cofidis COF | Cofidis COF              | Cofidis COF |
| ----------- | ------------------------ | ----------- |
| Num         | Coureur                  | Pos         |
| 21          | Bryan Coquard (FRA)      | 15e         |
| 22          | Joshua Gudnitz (DEN)     | AB          |
| 23          | Ilan Larmet (FRA)        | AB          |
| 24          | Christophe Noppe (BEL)   | AB          |
| 25          | Alexis Renard (FRA)      | AB          |
| 26          | Jelle Wallays (BEL)      | AB          |
| 27          | Alexandre Delettre (FRA) | 47e         |

| Intermarché-Circus-Wanty ICW | Intermarché-Circus-Wanty ICW | Intermarché-Circus-Wanty ICW |
| ---------------------------- | ---------------------------- | ---------------------------- |
| Num                          | Coureur                      | Pos                          |
| 31                           | Biniam Girmay (ERI)          | NP                           |
| 32                           | Aimé De Gendt (BEL)          | 49e                          |
| 33                           | Dries De Pooter (BEL)        | 46e                          |
| 34                           | Mike Teunissen (NED)         | 11e                          |
| 35                           | Madis Mihkels (EST)          | 38e                          |
| 36                           | Arne Marit (BEL)             | AB                           |
| 37                           | Dylan Vandenstorme (BEL)     | 45e                          |

| Jumbo-Visma TJV | Jumbo-Visma TJV          | Jumbo-Visma TJV |
| --------------- | ------------------------ | --------------- |
| Num             | Coureur                  | Pos             |
| 41              | Per Strand Hagenes (NOR) | 28e             |
| 42              | Lennard Hofstede (NED)   | AB              |
| 43              | Christophe Laporte (FRA) | 42e             |
| 44              | Lars Boven (NED)         | 4e              |
| 45              | Owen Geleijn (NED)       | 35e             |
| 46              | Tim van Dijke (NED)      | 34e             |
| 47              | Tosh Van der Sande (BEL) | 32e             |

| Lidl-Trek LTK | Lidl-Trek LTK               | Lidl-Trek LTK |
| ------------- | --------------------------- | ------------- |
| Num           | Coureur                     | Pos           |
| 51            | Jasper Stuyven (BEL)        | 17e           |
| 52            | Daan Hoole (NED)            | 52e           |
| 53            | Emīls Liepiņš (LAT) (route) | 31e           |
| 54            | Thibau Nys (BEL)            | AB            |
| 55            | Mads Pedersen (DEN)         | AB            |
| 56            | Tim Torn Teutenberg (GER)   | AB            |
| 57            | Nils Aebersold (SUI)        | AB            |

| Movistar Team MOV | Movistar Team MOV       | Movistar Team MOV |
| ----------------- | ----------------------- | ----------------- |
| Num               | Coureur                 | Pos               |
| 61                | Gonzalo Serrano (ESP)   | 23e               |
| 62                | Juri Hollmann (GER)     | AB                |
| 63                | Mathias Norsgaard (DEN) | AB                |
| 64                | Abner González (PUR)    | AB                |
| 65                | Lluís Mas (ESP)         | AB                |
| 66                | Vinicius Rangel (BRA)   | AB                |
| 67                | Johan Jacobs (SUI)      | NP                |

| Soudal Quick-Step SOQ | Soudal Quick-Step SOQ  | Soudal Quick-Step SOQ |
| --------------------- | ---------------------- | --------------------- |
| Num                   | Coureur                | Pos                   |
| 71                    | Yves Lampaert (BEL)    | 43e                   |
| 72                    | Warre Vangheluwe (BEL) | AB                    |
| 73                    | Michael Mørkøv (DEN)   | AB                    |
| 74                    | Florian Sénéchal (FRA) | 9e                    |
| 75                    | Stan Van Tricht (BEL)  | AB                    |
| 76                    | Ethan Vernon (GBR)     | AB                    |
| 77                    | Jannik Steimle (GER)   | AB                    |

| Arkéa-Samsic ARK | Arkéa-Samsic ARK      | Arkéa-Samsic ARK |
| ---------------- | --------------------- | ---------------- |
| Num              | Coureur               | Pos              |
| 81               | Jenthe Biermans (BEL) | 18e              |
| 82               | Clément Russo (FRA)   | AB               |
| 83               | Amaury Capiot (BEL)   | AB               |
| 84               | Arnaud Démare (FRA)   | AB               |
| 85               | Donavan Grondin (FRA) | AB               |
| 86               | Daniel McLay (GBR)    | AB               |
| 87               | Luca Mozzato (ITA)    | 12e              |

| Team DSM-Firmenich DSM | Team DSM-Firmenich DSM    | Team DSM-Firmenich DSM |
| ---------------------- | ------------------------- | ---------------------- |
| Num                    | Coureur                   | Pos                    |
| 91                     | Sam Welsford (AUS)        | AB                     |
| 92                     | John Degenkolb (GER)      | 39e                    |
| 93                     | Alexander Edmondson (AUS) | AB                     |
| 94                     | Nils Eekhoff (NED)        | AB                     |
| 95                     | Patrick Eddy (AUS)        | AB                     |
| 96                     | Frank van den Broek (NED) | 51e                    |
| 97                     | Pavel Bittner (CZE)       | 22e                    |

| Team Jayco AlUla JAY | Team Jayco AlUla JAY        | Team Jayco AlUla JAY |
| -------------------- | --------------------------- | -------------------- |
| Num                  | Coureur                     | Pos                  |
| 101                  | Amund Grøndahl Jansen (NOR) | AB                   |
| 102                  | Luka Mezgec (SLO)           | 8e                   |
| 103                  | Kelland O'Brien (AUS)       | AB                   |
| 104                  | Lukas Pöstlberger (AUT)     | AB                   |
| 105                  | Adam Holm (DEN)             | AB                   |
| 106                  | Hamish McKenzie (AUS)       | AB                   |
| 107                  | Blake Quick (AUS)           | AB                   |

| UAE Team Emirates UAD | UAE Team Emirates UAD      | UAE Team Emirates UAD |
| --------------------- | -------------------------- | --------------------- |
| Num                   | Coureur                    | Pos                   |
| 111                   | Matteo Trentin (ITA)       | 36e                   |
| 112                   | Ryan Gibbons (RSA)         | AB                    |
| 113                   | Felix Groß (GER)           | AB                    |
| 114                   | Álvaro Hodeg (COL)         | AB                    |
| 115                   | Michael Vink (NZL)         | AB                    |
| 116                   | Vegard Stake Laengen (NOR) | AB                    |

| Bingoal WB BWB | Bingoal WB BWB          | Bingoal WB BWB |
| -------------- | ----------------------- | -------------- |
| Num            | Coureur                 | Pos            |
| 121            | Marco Tizza (ITA)       | AB             |
| 122            | Louis Blouwe (BEL)      | AB             |
| 123            | Dimitri Peyskens (BEL)  | 30e            |
| 124            | Michiel Lambrecht (BEL) | AB             |
| 125            | Luca Van Boven (BEL)    | 33e            |
| 126            | Rémy Mertz (BEL)        | AB             |
| 127            | Kenneth Van Rooy (BEL)  | AB             |

| Israel-Premier Tech IPT | Israel-Premier Tech IPT | Israel-Premier Tech IPT |
| ----------------------- | ----------------------- | ----------------------- |
| Num                     | Coureur                 | Pos                     |
| 131                     | Giacomo Nizzolo (ITA)   | 27e                     |
| 132                     | Reto Hollenstein (SUI)  | AB                      |
| 133                     | Omer Goldstein (ISR)    | 26e                     |
| 134                     | Jakob Fuglsang (DEN)    | 5e                      |
| 135                     | Riley Sheehan (USA)     | AB                      |
| 136                     | Guy Sagiv (ISR)         | AB                      |
| 137                     | Tom Van Asbroeck (BEL)  | 20e                     |

| Lotto Dstny LTD | Lotto Dstny LTD          | Lotto Dstny LTD |
| --------------- | ------------------------ | --------------- |
| Num             | Coureur                  | Pos             |
| 141             | Victor Campenaerts (BEL) | 40e             |
| 142             | Jasper De Buyst (BEL)    | 14e             |
| 143             | Brent Van Moer (BEL)     | 37e             |
| 144             | Frederik Frison (BEL)    | AB              |
| 145             | Arjen Livyns (BEL)       | AB              |
| 146             | Alec Segaert (BEL)       | AB              |
| 147             | Florian Vermeersch (BEL) | 3e              |

| Team Flanders-Baloise TFB | Team Flanders-Baloise TFB | Team Flanders-Baloise TFB |
| ------------------------- | ------------------------- | ------------------------- |
| Num                       | Coureur                   | Pos                       |
| 151                       | Elias Maris (BEL)         | AB                        |
| 152                       | Kamiel Bonneu (BEL)       | 50e                       |
| 153                       | Sander De Pestel (BEL)    | 25e                       |
| 154                       | Jenno Berckmoes (BEL)     | AB                        |
| 155                       | Gilles De Wilde (BEL)     | 41e                       |
| 156                       | Ward Vanhoof (BEL)        | AB                        |
| 157                       | Vito Braet (BEL)          | AB                        |

| TotalEnergies TEN | TotalEnergies TEN          | TotalEnergies TEN |
| ----------------- | -------------------------- | ----------------- |
| Num               | Coureur                    | Pos               |
| 161               | Edvald Boasson Hagen (NOR) | AB                |
| 162               | Maciej Bodnar (POL)        | AB                |
| 163               | Sandy Dujardin (FRA)       | 10e               |
| 164               | Émilien Jeannière (FRA)    | 13e               |
| 165               | Lorrenzo Manzin (FRA)      | AB                |
| 166               | Daniel Oss (ITA)           | AB                |
| 167               | Anthony Turgis (FRA)       | 2e                |

| Tudor Pro Cycling Team TUD | Tudor Pro Cycling Team TUD  | Tudor Pro Cycling Team TUD |
| -------------------------- | --------------------------- | -------------------------- |
| Num                        | Coureur                     | Pos                        |
| 171                        | Nils Brun (SUI)             | AB                         |
| 172                        | Robin Froidevaux (SUI)      | AB                         |
| 173                        | Miká Heming (GER)           | AB                         |
| 174                        | Petr Kelemen (CZE)          | AB                         |
| 175                        | Simon Pellaud (SUI)         | AB                         |
| 176                        | Rick Pluimers (NED)         | 19e                        |
| 177                        | Sébastien Reichenbach (SUI) | AB                         |

| Uno-X Pro Cycling Team UXT | Uno-X Pro Cycling Team UXT  | Uno-X Pro Cycling Team UXT |
| -------------------------- | --------------------------- | -------------------------- |
| Num                        | Coureur                     | Pos                        |
| 181                        | Alexander Kristoff (NOR)    | 7e                         |
| 182                        | Marcus Sander Hansen (DEN)  | AB                         |
| 183                        | Niklas Larsen (DEN)         | AB                         |
| 184                        | Søren Wærenskjold (NOR)     | AB                         |
| 185                        | Jonas Abrahamsen (NOR)      | 48e                        |
| 186                        | Erik Nordsæter Resell (NOR) | AB                         |
| 187                        | William Blume Levy (DEN)    | AB                         |

| Alpecin-Deceuninck ADC | Alpecin-Deceuninck ADC             | Alpecin-Deceuninck ADC |
| ---------------------- | ---------------------------------- | ---------------------- |
| Num                    | Coureur                            | Pos                    |
| 1                      | Mathieu van der Poel (NED) (route) | 1er                    |
| 2                      | Silvan Dillier (SUI)               | 44e                    |
| 3                      | Søren Kragh Andersen (DEN)         | 16e                    |
| 4                      | Senne Leysen (BEL)                 | AB                     |
| 5                      | David van der Poel (NED)           | AB                     |
| 6                      | Jakub Mareczko (ITA)               | AB                     |
| 7                      | Gianni Vermeersch (BEL)            | 6e                     |

| AG2R Citroën Team ACT | AG2R Citroën Team ACT   | AG2R Citroën Team ACT |
| --------------------- | ----------------------- | --------------------- |
| Num                   | Coureur                 | Pos                   |
| 11                    | Jordan Labrosse (FRA)   | AB                    |
| 12                    | Pierre Gautherat (FRA)  | AB                    |
| 13                    | Antoine Raugel (FRA)    | AB                    |
| 14                    | Lawrence Naesen (BEL)   | AB                    |
| 15                    | Oliver Naesen (BEL)     | 24e                   |
| 16                    | Clément Venturini (FRA) | 21e                   |
| 17                    | Stan Dewulf (BEL)       | 29e                   |

| Cofidis COF | Cofidis COF              | Cofidis COF |
| ----------- | ------------------------ | ----------- |
| Num         | Coureur                  | Pos         |
| 21          | Bryan Coquard (FRA)      | 15e         |
| 22          | Joshua Gudnitz (DEN)     | AB          |
| 23          | Ilan Larmet (FRA)        | AB          |
| 24          | Christophe Noppe (BEL)   | AB          |
| 25          | Alexis Renard (FRA)      | AB          |
| 26          | Jelle Wallays (BEL)      | AB          |
| 27          | Alexandre Delettre (FRA) | 47e         |

| Intermarché-Circus-Wanty ICW | Intermarché-Circus-Wanty ICW | Intermarché-Circus-Wanty ICW |
| ---------------------------- | ---------------------------- | ---------------------------- |
| Num                          | Coureur                      | Pos                          |
| 31                           | Biniam Girmay (ERI)          | NP                           |
| 32                           | Aimé De Gendt (BEL)          | 49e                          |
| 33                           | Dries De Pooter (BEL)        | 46e                          |
| 34                           | Mike Teunissen (NED)         | 11e                          |
| 35                           | Madis Mihkels (EST)          | 38e                          |
| 36                           | Arne Marit (BEL)             | AB                           |
| 37                           | Dylan Vandenstorme (BEL)     | 45e                          |

| Jumbo-Visma TJV | Jumbo-Visma TJV          | Jumbo-Visma TJV |
| --------------- | ------------------------ | --------------- |
| Num             | Coureur                  | Pos             |
| 41              | Per Strand Hagenes (NOR) | 28e             |
| 42              | Lennard Hofstede (NED)   | AB              |
| 43              | Christophe Laporte (FRA) | 42e             |
| 44              | Lars Boven (NED)         | 4e              |
| 45              | Owen Geleijn (NED)       | 35e             |
| 46              | Tim van Dijke (NED)      | 34e             |
| 47              | Tosh Van der Sande (BEL) | 32e             |

| Lidl-Trek LTK | Lidl-Trek LTK               | Lidl-Trek LTK |
| ------------- | --------------------------- | ------------- |
| Num           | Coureur                     | Pos           |
| 51            | Jasper Stuyven (BEL)        | 17e           |
| 52            | Daan Hoole (NED)            | 52e           |
| 53            | Emīls Liepiņš (LAT) (route) | 31e           |
| 54            | Thibau Nys (BEL)            | AB            |
| 55            | Mads Pedersen (DEN)         | AB            |
| 56            | Tim Torn Teutenberg (GER)   | AB            |
| 57            | Nils Aebersold (SUI)        | AB            |

| Movistar Team MOV | Movistar Team MOV       | Movistar Team MOV |
| ----------------- | ----------------------- | ----------------- |
| Num               | Coureur                 | Pos               |
| 61                | Gonzalo Serrano (ESP)   | 23e               |
| 62                | Juri Hollmann (GER)     | AB                |
| 63                | Mathias Norsgaard (DEN) | AB                |
| 64                | Abner González (PUR)    | AB                |
| 65                | Lluís Mas (ESP)         | AB                |
| 66                | Vinicius Rangel (BRA)   | AB                |
| 67                | Johan Jacobs (SUI)      | NP                |

| Soudal Quick-Step SOQ | Soudal Quick-Step SOQ  | Soudal Quick-Step SOQ |
| --------------------- | ---------------------- | --------------------- |
| Num                   | Coureur                | Pos                   |
| 71                    | Yves Lampaert (BEL)    | 43e                   |
| 72                    | Warre Vangheluwe (BEL) | AB                    |
| 73                    | Michael Mørkøv (DEN)   | AB                    |
| 74                    | Florian Sénéchal (FRA) | 9e                    |
| 75                    | Stan Van Tricht (BEL)  | AB                    |
| 76                    | Ethan Vernon (GBR)     | AB                    |
| 77                    | Jannik Steimle (GER)   | AB                    |

| Arkéa-Samsic ARK | Arkéa-Samsic ARK      | Arkéa-Samsic ARK |
| ---------------- | --------------------- | ---------------- |
| Num              | Coureur               | Pos              |
| 81               | Jenthe Biermans (BEL) | 18e              |
| 82               | Clément Russo (FRA)   | AB               |
| 83               | Amaury Capiot (BEL)   | AB               |
| 84               | Arnaud Démare (FRA)   | AB               |
| 85               | Donavan Grondin (FRA) | AB               |
| 86               | Daniel McLay (GBR)    | AB               |
| 87               | Luca Mozzato (ITA)    | 12e              |

| Team DSM-Firmenich DSM | Team DSM-Firmenich DSM    | Team DSM-Firmenich DSM |
| ---------------------- | ------------------------- | ---------------------- |
| Num                    | Coureur                   | Pos                    |
| 91                     | Sam Welsford (AUS)        | AB                     |
| 92                     | John Degenkolb (GER)      | 39e                    |
| 93                     | Alexander Edmondson (AUS) | AB                     |
| 94                     | Nils Eekhoff (NED)        | AB                     |
| 95                     | Patrick Eddy (AUS)        | AB                     |
| 96                     | Frank van den Broek (NED) | 51e                    |
| 97                     | Pavel Bittner (CZE)       | 22e                    |

| Team Jayco AlUla JAY | Team Jayco AlUla JAY        | Team Jayco AlUla JAY |
| -------------------- | --------------------------- | -------------------- |
| Num                  | Coureur                     | Pos                  |
| 101                  | Amund Grøndahl Jansen (NOR) | AB                   |
| 102                  | Luka Mezgec (SLO)           | 8e                   |
| 103                  | Kelland O'Brien (AUS)       | AB                   |
| 104                  | Lukas Pöstlberger (AUT)     | AB                   |
| 105                  | Adam Holm (DEN)             | AB                   |
| 106                  | Hamish McKenzie (AUS)       | AB                   |
| 107                  | Blake Quick (AUS)           | AB                   |

| UAE Team Emirates UAD | UAE Team Emirates UAD      | UAE Team Emirates UAD |
| --------------------- | -------------------------- | --------------------- |
| Num                   | Coureur                    | Pos                   |
| 111                   | Matteo Trentin (ITA)       | 36e                   |
| 112                   | Ryan Gibbons (RSA)         | AB                    |
| 113                   | Felix Groß (GER)           | AB                    |
| 114                   | Álvaro Hodeg (COL)         | AB                    |
| 115                   | Michael Vink (NZL)         | AB                    |
| 116                   | Vegard Stake Laengen (NOR) | AB                    |

| Bingoal WB BWB | Bingoal WB BWB          | Bingoal WB BWB |
| -------------- | ----------------------- | -------------- |
| Num            | Coureur                 | Pos            |
| 121            | Marco Tizza (ITA)       | AB             |
| 122            | Louis Blouwe (BEL)      | AB             |
| 123            | Dimitri Peyskens (BEL)  | 30e            |
| 124            | Michiel Lambrecht (BEL) | AB             |
| 125            | Luca Van Boven (BEL)    | 33e            |
| 126            | Rémy Mertz (BEL)        | AB             |
| 127            | Kenneth Van Rooy (BEL)  | AB             |

| Israel-Premier Tech IPT | Israel-Premier Tech IPT | Israel-Premier Tech IPT |
| ----------------------- | ----------------------- | ----------------------- |
| Num                     | Coureur                 | Pos                     |
| 131                     | Giacomo Nizzolo (ITA)   | 27e                     |
| 132                     | Reto Hollenstein (SUI)  | AB                      |
| 133                     | Omer Goldstein (ISR)    | 26e                     |
| 134                     | Jakob Fuglsang (DEN)    | 5e                      |
| 135                     | Riley Sheehan (USA)     | AB                      |
| 136                     | Guy Sagiv (ISR)         | AB                      |
| 137                     | Tom Van Asbroeck (BEL)  | 20e                     |

| Lotto Dstny LTD | Lotto Dstny LTD          | Lotto Dstny LTD |
| --------------- | ------------------------ | --------------- |
| Num             | Coureur                  | Pos             |
| 141             | Victor Campenaerts (BEL) | 40e             |
| 142             | Jasper De Buyst (BEL)    | 14e             |
| 143             | Brent Van Moer (BEL)     | 37e             |
| 144             | Frederik Frison (BEL)    | AB              |
| 145             | Arjen Livyns (BEL)       | AB              |
| 146             | Alec Segaert (BEL)       | AB              |
| 147             | Florian Vermeersch (BEL) | 3e              |

| Team Flanders-Baloise TFB | Team Flanders-Baloise TFB | Team Flanders-Baloise TFB |
| ------------------------- | ------------------------- | ------------------------- |
| Num                       | Coureur                   | Pos                       |
| 151                       | Elias Maris (BEL)         | AB                        |
| 152                       | Kamiel Bonneu (BEL)       | 50e                       |
| 153                       | Sander De Pestel (BEL)    | 25e                       |
| 154                       | Jenno Berckmoes (BEL)     | AB                        |
| 155                       | Gilles De Wilde (BEL)     | 41e                       |
| 156                       | Ward Vanhoof (BEL)        | AB                        |
| 157                       | Vito Braet (BEL)          | AB                        |

| TotalEnergies TEN | TotalEnergies TEN          | TotalEnergies TEN |
| ----------------- | -------------------------- | ----------------- |
| Num               | Coureur                    | Pos               |
| 161               | Edvald Boasson Hagen (NOR) | AB                |
| 162               | Maciej Bodnar (POL)        | AB                |
| 163               | Sandy Dujardin (FRA)       | 10e               |
| 164               | Émilien Jeannière (FRA)    | 13e               |
| 165               | Lorrenzo Manzin (FRA)      | AB                |
| 166               | Daniel Oss (ITA)           | AB                |
| 167               | Anthony Turgis (FRA)       | 2e                |

| Tudor Pro Cycling Team TUD | Tudor Pro Cycling Team TUD  | Tudor Pro Cycling Team TUD |
| -------------------------- | --------------------------- | -------------------------- |
| Num                        | Coureur                     | Pos                        |
| 171                        | Nils Brun (SUI)             | AB                         |
| 172                        | Robin Froidevaux (SUI)      | AB                         |
| 173                        | Miká Heming (GER)           | AB                         |
| 174                        | Petr Kelemen (CZE)          | AB                         |
| 175                        | Simon Pellaud (SUI)         | AB                         |
| 176                        | Rick Pluimers (NED)         | 19e                        |
| 177                        | Sébastien Reichenbach (SUI) | AB                         |

| Uno-X Pro Cycling Team UXT | Uno-X Pro Cycling Team UXT  | Uno-X Pro Cycling Team UXT |
| -------------------------- | --------------------------- | -------------------------- |
| Num                        | Coureur                     | Pos                        |
| 181                        | Alexander Kristoff (NOR)    | 7e                         |
| 182                        | Marcus Sander Hansen (DEN)  | AB                         |
| 183                        | Niklas Larsen (DEN)         | AB                         |
| 184                        | Søren Wærenskjold (NOR)     | AB                         |
| 185                        | Jonas Abrahamsen (NOR)      | 48e                        |
| 186                        | Erik Nordsæter Resell (NOR) | AB                         |
| 187                        | William Blume Levy (DEN)    | AB                         |